# Équipe de Zambie de football à la Coupe d'Afrique des nations 2010
Cet article relate le parcours de l'équipe de Zambie lors de la Coupe d'Afrique des nations 2010 organisée en Angola du 10 janvier 2010 au 31 janvier 2010.

## Effectif
Liste des 23 donnée le 3 janvier 2010. Statistiques arrêtées le 27 décembre 2009.
| Numéro / Nom       | Numéro / Nom     | Équipe                                  | Sél. (but)      | Date de naissance  | J.              |                 |                 |                 |                 |
| Gardiens de but    | Gardiens de but  | Gardiens de but                         | Gardiens de but | Gardiens de but    | Gardiens de but | Gardiens de but | Gardiens de but | Gardiens de but | Gardiens de but |
| ------------------ | ---------------- | --------------------------------------- | --------------- | ------------------ | --------------- | --------------- | --------------- | --------------- | --------------- |
| 22                 | Jacob Banda      | Zesco United                            | 8 (0)           | 11 février 1988    | 0               | 0               | 0               | 0               | 0               |
| 1                  | Kalililo Kakonje | AmaZulu Football Club                   | 0 (0)           | 1er janvier 1985   | 0               | 0               | 0               | 0               | 0               |
| 16                 | Kennedy Mweene   | Free State Stars Football Club          | 44 (0)          | 11 décembre 1984   | 4               | 0               | 0               | 0               | 0               |
| Défenseurs         |                  |                                         |                 |                    |                 |                 |                 |                 |                 |
| 3                  | Dennis Banda     | Green Buffaloes Football Club           | 14 (0)          | 10 décembre 1988   | 0               | 0               | 0               | 0               | 0               |
| 5                  | Hichani Himoonde | Zesco United                            | 13 (2)          | 15 juin 1985       | 2               | 0               | 1               | 0               | 0               |
| 19                 | Thomas Nyrienda  | Zanaco Football Club                    | 4 (0)           | 21 janvier 1984    | 4               | 0               | 0               | 0               | 0               |
| 15                 | Chintu Kampamba  | AmaZulu Football Club                   | 17 (0)          | 28 décembre 1980   | 3               | 0               | 2               | 0               | 0               |
| 4                  | Joseph Musonda   | Lamontville Golden Arrows Football Club | 58 (0)          | 30 mai 1977        | 4               | 0               | 2               | 0               | 0               |
| 2                  | Francis Kasonde  | Al-Suwaiq                               | 18 (2)          | 1er septembre 1986 | 1               | 0               | 0               | 0               | 0               |
| 6                  | Emmanuel Mbola   | FC Pyunik Erevan                        | 11 (0)          | 10 mai 1993        | 4               | 0               | 0               | 0               | 0               |
| Milieux de terrain |                  |                                         |                 |                    |                 |                 |                 |                 |                 |
| 17                 | Rainford Kalaba  | União Desportiva de Leiria              | 36 (4)          | 14 août 1986       | 3               | 1               | 2               | 0               | 0               |
| 13                 | Stopilla Sunzu   | Konkola Blades Football Club            | 9 (1)           | 22 juin 1989       | 4               | 0               | 0               | 0               | 0               |
| 8                  | Isaac Chansa     | Helsingborgs IF                         | 26 (0)          | 23 octobre 1986    | 1               | 0               | 0               | 0               | 0               |
| 10                 | Felix Katongo    | Mamelodi Sundowns Football Club         | 34 (4)          | 18 avril 1984      | 4               | 0               | 2               | 0               | 0               |
| 14                 | Noah Chivuta     | Maritzburg United                       | 12 (1)          | 25 décembre 1983   | 2               | 0               | 0               | 0               | 0               |
| 11                 | Chris Katongo    | Arminia Bielefeld                       | 50 (10)         | 31 août 1982       | 4               | 1               | 1               | 0               | 0               |
| 20                 | William Njovu    | Hapoel Kiryat Shmona F.C.               | 9 (1)           | 4 mars 1987        | 2               | 0               | 0               | 0               | 0               |
| 23                 | Clifford Mulenga | Mpumalanga Black Aces F.C.              | 15 (1)          | 5 août 1987        | 1               | 0               | 0               | 0               | 0               |
| Attaquants         |                  |                                         |                 |                    |                 |                 |                 |                 |                 |
| 7                  | Jacob Mulenga    | FC Utrecht                              | 26 (4)          | 12 février 1984    | 4               | 2               | 0               | 0               | 0               |
| 12                 | James Chamanga   | Dalian Haichang                         | 29 (8)          | 2 février 1980     | 4               | 1               | 0               | 0               | 0               |
| 21                 | Emmanuel Mayuka  | Maccabi Tel-Aviv                        | 15 (3)          | 27 décembre 1984   | 3               | 0               | 0               | 0               | 0               |
| 9                  | Collins Mbesuma  | Moroka Swallows Football Club           | 27 (11)         | 3 février 1984     | 0               | 0               | 0               | 0               | 0               |
| 18                 | Given Singuluma  | TP Mazembe                              | 13 (3)          | 19 juillet 1986    | 0               | 0               | 0               | 0               | 0               |
| Sélectionneur      |                  |                                         |                 |                    |                 |                 |                 |                 |                 |
|                    | Hervé Renard     |                                         |                 | 30 septembre 1968  |                 |                 |                 |                 |                 |

 = capitaine --  Gardien de butDéfenseurMilieu de terrainAttaquantSélectionneur

## Qualifications

### 2eTour

#### Groupe 11
| Rang | Équipe   | Pts | J | G | N | P | Bp | Bc | Diff |  | Résultats (▼ dom., ► ext.) |     |     |     |
| ---- | -------- | --- | - | - | - | - | -- | -- | ---- |  | -------------------------- | --- | --- | --- |
| 1    | Zambie   | 7   | 4 | 2 | 1 | 1 | 2  | 1  | +1   |  | Zambie                     |     | 1-0 | 1-0 |
| 2    | Togo     | 6   | 4 | 2 | 0 | 2 | 8  | 3  | +5   |  | Togo                       | 1-0 |     | 6-0 |
| 3    | Eswatini | 4   | 4 | 1 | 1 | 2 | 2  | 8  | -6   |  | Eswatini                   | 0-0 | 2-1 |     |

### 3eTour

#### Groupe C
| Rang | Équipe  | Pts | J | G | N | P | Bp | Bc | Diff |  | Résultats (▼ dom., ► ext.) |     |     |     |     |
| ---- | ------- | --- | - | - | - | - | -- | -- | ---- |  | -------------------------- | --- | --- | --- | --- |
| 1    | Algérie | 13  | 6 | 4 | 1 | 1 | 9  | 4  | +5   |  | Algérie                    |     | 3-1 | 1-0 | 3-1 |
| 2    | Égypte  | 13  | 6 | 4 | 1 | 1 | 9  | 4  | +5   |  | Égypte                     | 0-0 |     | 1-1 | 3-0 |
| 3    | Zambie  | 5   | 6 | 1 | 2 | 3 | 2  | 5  | -3   |  | Zambie                     | 0-2 | 0-1 |     | 1-0 |
| 4    | Rwanda  | 2   | 6 | 0 | 2 | 4 | 1  | 8  | -7   |  | Rwanda                     | 0-0 | 0-1 | 0-0 |     |

- L'Algérie est qualifiée pour la Coupe du monde 2010 et la CAN 2010.
- L'Égypte et la Zambie sont qualifiées pour la CAN 2010.

## Matchs

### 1ertour

#### Groupe D
| Rang | Équipe   | Pts | J | G | N | P | Bp | Bc | Diff |  | Résultats (▼ dom., ► ext.) |     |     |     |     |
| ---- | -------- | --- | - | - | - | - | -- | -- | ---- |  | -------------------------- | --- | --- | --- | --- |
| 1    | Zambie   | 4   | 3 | 1 | 1 | 1 | 5  | 5  | 0    |  | Zambie                     |     | 2-3 | 2-1 | 1-1 |
| 2    | Cameroun | 4   | 3 | 1 | 1 | 1 | 5  | 5  | 0    |  | Cameroun                   |     |     | 0-1 | 2-2 |
| 3    | Gabon    | 4   | 3 | 1 | 1 | 1 | 1  | 1  | 0    |  | Gabon                      | 1-2 | 1-0 |     | 0-0 |
| 4    | Tunisie  | 3   | 3 | 0 | 3 | 0 | 3  | 3  | 0    |  | Tunisie                    |     |     |     |     |

| 13 janvier 2010 | Zambie        | 1-1 | Tunisie      | Estádio Alto da Chela, Lubango                   |                                                  |
| 19:30 UTC+1     | J.Mulenga 19e |     | Dhaouadi 40e | Spectateurs : 12 000 Arbitrage : Koman Coulibaly | Spectateurs : 12 000 Arbitrage : Koman Coulibaly |
| 19:30 UTC+1     | Rapport       |     |              | Spectateurs : 12 000 Arbitrage : Koman Coulibaly | Spectateurs : 12 000 Arbitrage : Koman Coulibaly |

| 17 janvier 2010 | Cameroun                              | 3-2 | Zambie                   | Estádio Alto da Chela, Lubango                    |                                                   |
| 19:30 UTC+1     | Geremi 68e · Eto'o 72e · Idrissou 86e |     | J.Mulenga 8e · C.Katongo | Spectateurs : 10 000 Arbitrage : Khalil Al Ghamdi | Spectateurs : 10 000 Arbitrage : Khalil Al Ghamdi |
| 19:30 UTC+1     | Rapport                               |     |                          | Spectateurs : 10 000 Arbitrage : Khalil Al Ghamdi | Spectateurs : 10 000 Arbitrage : Khalil Al Ghamdi |

| 21 janvier 2010 | Gabon            | 1-2 | Zambie                    | Estádio Alto da Chela, Lubango                  |                                                 |
| 17:00 UTC+1     | Do Marcolino 83e |     | Kalaba 28e · Chamanga 62e | Spectateurs : 5 000 Arbitrage : Mohamed Benouza | Spectateurs : 5 000 Arbitrage : Mohamed Benouza |
| 17:00 UTC+1     | Rapport          |     |                           | Spectateurs : 5 000 Arbitrage : Mohamed Benouza | Spectateurs : 5 000 Arbitrage : Mohamed Benouza |

### Quart de finale
| Quarts de finale 4          | Zambie                                           | 0-0               | Nigeria                                         | Estádio Alto da Chela, Lubango                      |                                                     |
| 25 janvier 2010 20:30 UTC+1 |                                                  |                   | Apam 107e                                       | Spectateurs : 10 000 Arbitrage : Essam Abd El Fatah | Spectateurs : 10 000 Arbitrage : Essam Abd El Fatah |
| 25 janvier 2010 20:30 UTC+1 | Rapport                                          |                   |                                                 | Spectateurs : 10 000 Arbitrage : Essam Abd El Fatah | Spectateurs : 10 000 Arbitrage : Essam Abd El Fatah |
| 25 janvier 2010 20:30 UTC+1 | Chivuta · C.Katongo · Mayuka · Nyirenda · Mweene | Tirs au but 4 - 5 | Mikel · Martins · Obinna · Odemwingie · Enyeama | Spectateurs : 10 000 Arbitrage : Essam Abd El Fatah | Spectateurs : 10 000 Arbitrage : Essam Abd El Fatah |